# Pedro Valido
Pedro Manuel Valido Franco (nascut el 13 de març de 1970) és un antic futbolista portuguès que va jugar com a defensa central. Actualment, és entrenador ajudant del SL Benfica B a la Liga Portugal 2.
Començant als equips juvenils del Benfica, va acumular un total d'1 gol en 150 partits a la Primeira Liga al llarg d'una carrera amb vuit clubs diferents.
Valido va disputar 26 partits amb Portugal des del nivell sub-18 fins al nivell sub-21, guanyant el Campionat del Món de 1989 amb el conjunt sub-20.

## Carrera de club
Nascut a Lisboa, Valido va començar a jugar a futbol als 11 anys al Desportivo Domingos Sávio local, i va acabar el seu desenvolupament al SL Benfica. El 1988, es va unir al GD Estoril Praia amb un contracte de cessió, i va passar una temporada a la Segona Lliga. El van seguir els cedits al CD Feirense i Gil Vicente.
Durant la seva estada a l'Estádio da Luz, Valido només va participar una vegada a la Primeira Liga (quatre partits), enfrontant-se a una dura competència de Rui Bento, Paulo Madeira i Wiliam. Abans del seu alliberament el juny de 1992, també va ser cedit als altres clubs de la lliga CD Feirense i Gil Vicente FC.
Valido va signar després amb el CS Marítimo, aportant 30 partits i un gol en el seu primer any i ajudant els madeirins a classificar-se per la Copa de la UEFA per primera vegada en la seva història. Posteriorment es va convertir en un oficial, apareixent per a quatre equips a la màxima divisió abans de baixar al tercer nivell el 1999 i al quart el 2003.
Valido es va jubilar l'any 2005, als 35 anys. Va tornar al Benfica dos anys més tard, treballant com a assistent d'entrenador en diversos equips juvenils, alhora que es va convertir en un expert esportiu a Benfica TV.

## Carrera internacional
Valido va formar part de la selecció de Portugal que es va presentar al Campionat Mundial Juvenil de la FIFA de 1989, celebrat a l'Aràbia Saudita. Va jugar cada minut en cada partit en el qual va resultar ser una conquesta, amb els companys del Benfica Fernando Brassard, Madeira, Abel Silva i Paulo Sousa.
Valido va debutar amb la sub-21 el 25 d'abril de 1989.